# Еск (Северни Јоркшир)
Еск (енгл. River Esk (North Yorkshire)) је река у Уједињеном Краљевству, у Енглеској. Дуга је 45 km. Улива се у Северно море. 